# HE0450-2958
HE0450-2958是一個不尋常的類星體。因為缺少宿主星系，它被稱為"裸體類星體"或"無家類星體"。估計它的距離約為10億秒差距。

## 歷史
比利時列日大學的皮埃爾·馬加因領導的研究小組在2005年9月14日出版的《自然》雜誌上發布了他們的研究結果
。這個類星體位於一個受到其干擾的星暴星系附近(見圖的左上)。然而，在這個類星體周圍模有發現星系(圖的中間)，這使得作者推測：

有人可能認為主星系已經從我們的視野中消失了，這是碰撞的結果(形成了擾動星系)，但很難想像一個星系的完全分裂是如何發生的。

馬加因等人認為這個類星體的宿主星系逃過了探測。據估計，這種類星體的亮度大約要預期的低5個星等(100倍)，或者半徑小於等於300光年(典型的類星體鑲嵌在直徑5,000到50,000光年的星系中)。
在瑪家音等人的論文發表後不久，出現了三篇都是在2005年11月6日這一週發表的理論論文，它們都聲稱要解釋這個物體的特殊性質。其中兩篇論文，來自麻州的哈佛大學和英國的劍橋大學 都指出：這表明類星體是一個超大質量黑洞，它是由引力輻射反沖或涉及三個黑洞相互作用，從附近受擾動星系的中心噴出。拋射的速度必須大於1,000km/s，才能將類星體從原來的宿主星系放到如此遠的距離。
第三篇論文，由大衛·梅里特領導的一個小組發表，對前述的彈射說進行了批判性的檢驗，並得出它們可能是不正確的結論。主要的論點有二：
(1)	這個類星體的光譜顯示它是一個窄線西佛1星系。這種星系被認為有異常小的黑洞；由於黑洞的大小與星系密切相關，這個類星體的宿主星系也應該異常小，這就解釋了馬加因等人沒有探測到它。
(2)	類星體光譜也揭示了經典的窄發射線區（NLR）的存在。產生這些窄譜線的氣體距離黑洞大約1,000光年，這種氣體在一次足以將黑洞從宿主星系移除的撞擊之後，就不可能與黑洞保持聯繫。產生這些窄譜線的氣體距離黑洞大約一千光年，這種氣體在一次足以將黑洞從主星系中移除的撞擊之後，就不能與黑洞保持聯系。
因此，這些作者得出的結論是裸類星體實際上是一個完全正常的、窄線西佛星系，恰好位於一個受到擾動星系附近的天空中。

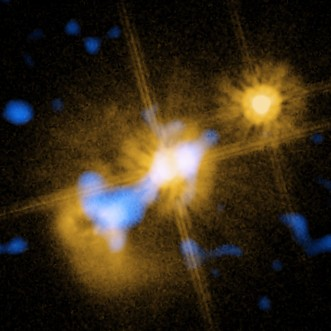
"無家類星體"。

2005年以來，許多的科學研究都支持這一結論。
（1）	Kim等人（2006年）為了找到這個類星體的宿主星系，做了更仔細的研究。他們的結論是：考慮到類星體發出令人困惑的光，不可能排除星系的存在。
（2）	Zhou等人（2007年）觀察類星體發射的X射線，並用它來估計黑洞的質量。他們證實了黑洞的質量很小，這意味著宿主星系比梅里特等人預測的還要弱小。
（3）	Feain等人（2007年）探測到這個類星體的電波發射，他們認為這表示恆星正在形成，這與任何認為它是"裸"類星體的說法衝突。
現在的共識是HE0450-2958可能確實有一個宿主星系，但在類星體明亮的背景光下實在很難看到。
最近，在歐洲南方天文台的一項研究之後，這一共識也受到了質疑。

## 延伸閱讀
- Black Hole in Search of a Home (ESO)（英文）
- Crashing galaxies may have spit out monster black hole（英文）

## 外部連結
- Black Hole in Search of a Home （页面存档备份，存于） (ESO)
- Image HE0450-2958
- Black Hole Caught Zapping Galaxy into Existence? （页面存档备份，存于）